# 곽지항
곽지항은 제주특별자치도 제주시 애월읍 곽지리에 위치한 어항이다. 2004년 9월 23일 어촌정주어항으로 지정되었다. 관리청은 제주시, 시설관리자는 제주시장이다.

## 어항 연혁
900여년 전 설촌한 현 곽지상동이 주된 마을이었는데 마을을 이루고 있는 지형은 서북방향이 바다가 보이는 지형이며 지형을 보완하기 위하여 높고 긴 성(長城)을 쌓았고, 마을안 여러 곳에 잣(잔돌로 쌓아 놓은 곳)들이 있어 곽기리(郭岐里)라 하였다가 곽지리(郭支里)로 통용되었다고 한다. 서기 1300년 고려 충렬왕 26년에 곽지현(郭支縣)을 곽지리(郭支里)로 개칭되었다고 기록되어 있다.

## 어항 구역
- 수역: 66,293m2[1]

## 어항 시설
1985년 선착장 143m 축조를 시작으로 현재까지 방파제 22m, 선착장 143m가 축조되어 있다.